# Luis Russell
Luis Carl Russell (Carenero, 5 de agosto de 1902 – Nova Iorque, 11 de dezembro de 1963) foi um pianista, regente de orquestra, compositor e arranjador panamenho pioneiro.

## Biografia
Luis nasceu em Carenero, no Panamá, em 1902, em uma família afro-caribenha. Seu pai era professor de música e desde criança ele foi ensinado a tocar guitarra, piano e violino. Começou a tocar profissionalmente como acompanhante de filmes mudos em 1917 e depois em um cassino em Colón.
Com 3 mil dólares que ganhou na loteria (o equivalente a 50 mil dólares atualmente), Luis se mudou para os Estados Unidos com sua mãe e sua irmã, onde se estabeleceram em Nova Orleans, conseguindo um emprego de pianista. Em 1925, mudou-se para Chicago, para trabalhar com Doc Cook e King Oliver. A banda de Oliver mudou-se para a cidade de Nova Iorque e Luis aproveitou para se desligar e criar sua própria banda.
Em 1929, o seu grupo se tornaria um dos principais no cenário do jazz na cidade. Vários membros da banda de Oliver integravam a de Luis, como o trompetista Red Allen, o trombonista J. C. Higginbotham e o saxofonista Albert Nicholas. Louis Armstrong assumiu a banda em 1935.
A banda retomou o nome de Luis depois de Armstrong tocar na Califórnia e na Europa no começo da década de 1930 e posteriormente, em 1935, eles se reuniram. Seus caminhos se separaram novamente em 1943, quando Luis formou uma nova banda com seu nome, Luis Russell And His Orchestra, tocando no Savoy e no Apollo Theater, em Nova Iorque, e em Atlantic City, em Nova Jersey.
Entre 1926 e 1934, Luis gravou 38 canções, a maioria com seu próprio nome, mais algumas assinadas como Red Allen (1929) e várias outras com Armstrong como o líder da banda. Após o término do contrato com a gravadora Okeh, em setembro de 1930, Luis gravou várias apresentações para a Melotone Records, para a Brunswick Records e Victor Records. Sem gravações entre 1931 e 1934, Luis gravou com a ARC em 1934.
Em 1935, com o retorno de Armstrong, pelos próximos oito anos Luis e sua banda atuaram como o apoio de Armstrong e Luis foi seu diretor musical. Sua nova banda seria criada em 1943 e até 1948 gravaria e tocaria em vários clubes, hotéis e anfiteatros.

## Aposentadoria
Em 1948, Luis se aposentou, abrindo uma loja de aviamentos, sem nunca largar completamente a música e atuando também professor. Em 1959, visitou o Panamá, onde se apresentou em um recital de piano, tocando música clássica. Em 1956, Luis se casou com a cantora Carline Ray, com quem teve uma filha, a também cantora de jazz, Catherine Russell. Luis tinha um casal de filhos de um casamento anterior, Luis e Penelope.

## Morte
Luis morreu em 11 de dezembro de 1963, em Nova Iorque, aos 61 anos, devido a um câncer.